# 魏濟民 (外交官)
魏濟民（1912年—2001年3月27日），山東人，中華民國海軍將領，閩系海軍代表，馬尾海軍學校第5期航海班畢業。海軍白色恐怖受難人。1930年考入馬尾海軍學校。
1949年5月7日，任海軍官校校長時因同屬閩系海軍的重慶艦投共而遭連累，以其下屬有投共之嫌，而其未認真偵辦為由，為海軍總司令桂永清拘禁於澎湖馬公。1951年9月7日由海軍總部軍法審判，以軍法共同陰謀非法顛覆政府、盜賣軍品等罪名判刑。經陳情後重審此案，國防部高等軍事法院於1951年12月27日在其經關押1125日後改判無罪。獲釋後由時任行政院院長陳誠發表，任為行政院參事，後轉至外交界發展，曾任駐委內瑞拉大使，1972年離任後定居美國。
魏濟民於2000年向台北地院聲請冤獄賠償，於2002年11月獲賠562餘萬，由四子女代為領受。